# 데르나
데르나(아랍어: درنة, Derna)는 리비아 동부에 위치한 항구 도시로, 데르나 주의 주도이며 그리스 크레타섬 이주민들의 고향이다. 리비아에서 유일하게 푸른 산지에 위치하며 지중해와 사막에 둘러싸여 있는 도시이기도 하다.

## 기후
| Derna, Libya의 기후                      | Derna, Libya의 기후 | Derna, Libya의 기후 | Derna, Libya의 기후 | Derna, Libya의 기후 | Derna, Libya의 기후 | Derna, Libya의 기후 | Derna, Libya의 기후 | Derna, Libya의 기후 | Derna, Libya의 기후 | Derna, Libya의 기후 | Derna, Libya의 기후 | Derna, Libya의 기후 | Derna, Libya의 기후 |
| 월                                       | 1월                 | 2월                 | 3월                 | 4월                 | 5월                 | 6월                 | 7월                 | 8월                 | 9월                 | 10월                | 11월                | 12월                | 연간                |
| ---------------------------------------- | ------------------- | ------------------- | ------------------- | ------------------- | ------------------- | ------------------- | ------------------- | ------------------- | ------------------- | ------------------- | ------------------- | ------------------- | ------------------- |
| 역대 최고 기온 °C (°F)                   | 29.6 (85.3)         | 32.8 (91.0)         | 35.8 (96.4)         | 38.3 (100.9)        | 44.0 (111.2)        | 44.8 (112.6)        | 41.7 (107.1)        | 43.5 (110.3)        | 40.6 (105.1)        | 39.0 (102.2)        | 37.8 (100.0)        | 30.6 (87.1)         | 44.8 (112.6)        |
| 일평균 최고 기온 °C (°F)                 | 17.5 (63.5)         | 18.2 (64.8)         | 19.4 (66.9)         | 21.7 (71.1)         | 24.3 (75.7)         | 27.3 (81.1)         | 28.2 (82.8)         | 29.1 (84.4)         | 28.1 (82.6)         | 26.1 (79.0)         | 23.1 (73.6)         | 19.2 (66.6)         | 23.5 (74.3)         |
| 일일 평균 기온 °C (°F)                   | 14.1 (57.4)         | 14.5 (58.1)         | 15.6 (60.1)         | 17.7 (63.9)         | 20.3 (68.5)         | 23.5 (74.3)         | 25.3 (77.5)         | 26.1 (79.0)         | 25.0 (77.0)         | 22.4 (72.3)         | 19.3 (66.7)         | 15.7 (60.3)         | 20.0 (68.0)         |
| 일평균 최저 기온 °C (°F)                 | 10.7 (51.3)         | 10.8 (51.4)         | 11.7 (53.1)         | 13.8 (56.8)         | 16.2 (61.2)         | 19.7 (67.5)         | 22.3 (72.1)         | 23.2 (73.8)         | 21.9 (71.4)         | 18.6 (65.5)         | 15.5 (59.9)         | 12.2 (54.0)         | 16.4 (61.5)         |
| 역대 최저 기온 °C (°F)                   | 4.4 (39.9)          | 4.4 (39.9)          | 5.0 (41.0)          | 6.7 (44.1)          | 8.7 (47.7)          | 8.3 (46.9)          | 10.0 (50.0)         | 18.3 (64.9)         | 14.5 (58.1)         | 10.0 (50.0)         | 8.3 (46.9)          | 6.7 (44.1)          | 4.4 (39.9)          |
| 평균 강수량 mm (인치)                    | 60 (2.4)            | 39 (1.5)            | 28 (1.1)            | 10 (0.4)            | 6 (0.2)             | 2 (0.1)             | 0 (0)               | 0 (0)               | 4 (0.2)             | 32 (1.3)            | 36 (1.4)            | 57 (2.2)            | 274 (10.8)          |
| 평균 강수일수 (≥ 0.1 mm)                 | 11                  | 8                   | 7                   | 3                   | 2                   | 0                   | 0                   | 0                   | 1                   | 5                   | 6                   | 5                   | 48                  |
| 평균 상대 습도 (%)                       | 76                  | 72                  | 74                  | 74                  | 74                  | 75                  | 80                  | 80                  | 75                  | 74                  | 75                  | 78                  | 76                  |
| 평균 월간 일조시간                       | 151.9               | 189.3               | 204.6               | 231.0               | 282.1               | 297.0               | 316.2               | 297.6               | 237.0               | 223.2               | 189.0               | 145.7               | 2,764.6             |
| 평균 일일 일조시간                       | 4.9                 | 6.7                 | 6.6                 | 7.7                 | 9.1                 | 9.9                 | 10.2                | 9.6                 | 7.9                 | 7.2                 | 6.3                 | 4.7                 | 7.7                 |
| 출처 1: 독일 기상청                      |                     |                     |                     |                     |                     |                     |                     |                     |                     |                     |                     |                     |                     |
| 출처 2: Arab Meteorology Book (sun only) |                     |                     |                     |                     |                     |                     |                     |                     |                     |                     |                     |                     |                     |

## 이라크 레반트 이슬람 국가의 점령
데르나는 리비아에서 가장 독실한 이슬람교 도시이며 극단주의자들이 많다. 2007년, 이라크 사태 중에 미군이 발견한 외국인 무장 세력 리스트에서, 112명의 리비아인 중 52명이 데르나 출신이었다.
2014년 10월 5일 이라크 레반트 이슬람 국가(ISIL)가 도시를 점령했다. 11월 12일, 리비아 공군의 공습을 받았다. 2015년 2월 15일, ISIS가 이집트 출신 콥트교 신자 21명을 참수하는 영상을 공개하자, 이집트 공군이 ISIL의 훈련장과 무기고를 공습하는 것으로 응답, 데르나에서 50여 명의 ISIS를 폭사시켰다.
2015년 6월, 이슬람주의 무장단체 "데르나 무자헤딘 슈라위원회"는 ISIL에 대한 총공세에 나서, ISIS의 지도급 2명을 제거했다. 며칠간의 전투 끝에, ISIL 세력을 도시 대부분에서 몰아냈다고 한다. 6월 15일, ISIL은 "아부 살림 순교자여단"에 의해 데르나에서 쫓겨났다. 그러나 충돌은 다른 지하디스트 그룹과 토브루크 정부 사이에 계속되고 있다. 같은 날, 토브루크 정부군은 데르나의 서쪽 외곽과 그 지역으로 향하는 길을 장악했다. 6월 20일, ISIL 무장세력과 슈라위원회 무장세력 사이의 충돌에서, ISIL 세력 십여명이 동부 데르나의 파타흐 구역에서 제거되었다. 파타흐 구역은 데르나에서 ISIL이 버티고 있던 마지막 지역이었다.